# Восточноамериканский орляк
Восточноамериканский орляк (лат. Myliobatis freminvillei) — вид хрящевых рыб рода орляков семейства орляковых скатов отряда хвостоколообразных надотряда скатов. Эти скаты обитают в субтропических водах западной Атлантики. Встречаются на глубине до 100 м. Максимальная зарегистрированная ширина диска 100 см. Грудные плавники этих скатов срастаются с головой, образуя ромбовидный диск, ширина которого превосходит длину. Характерная форма плоского рыла напоминает утиный нос. Тонкий хвост длиннее диска. Окраска дорсальной поверхности диска сероватого, красновато-шоколадного или тускло-коричневого цвета.
Подобно прочим хвостоколообразным восточноамериканские орляки размножаются яйцеживорождением. Эмбрионы развиваются в утробе матери, питаясь желтком и гистотрофом. В помёте 2—15 новорождённых. Рацион состоит из морских беспозвоночных, таких как ракообразные и моллюски, а также мелких костистых рыб. Эти скаты представляют незначительный интерес для коммерческого промысла, попадаются качестве прилова.

## Таксономия
Впервые новый вид был научно описан в 1824 году. Восточноамериканских орляков часто путают с Myliobatis goodei.

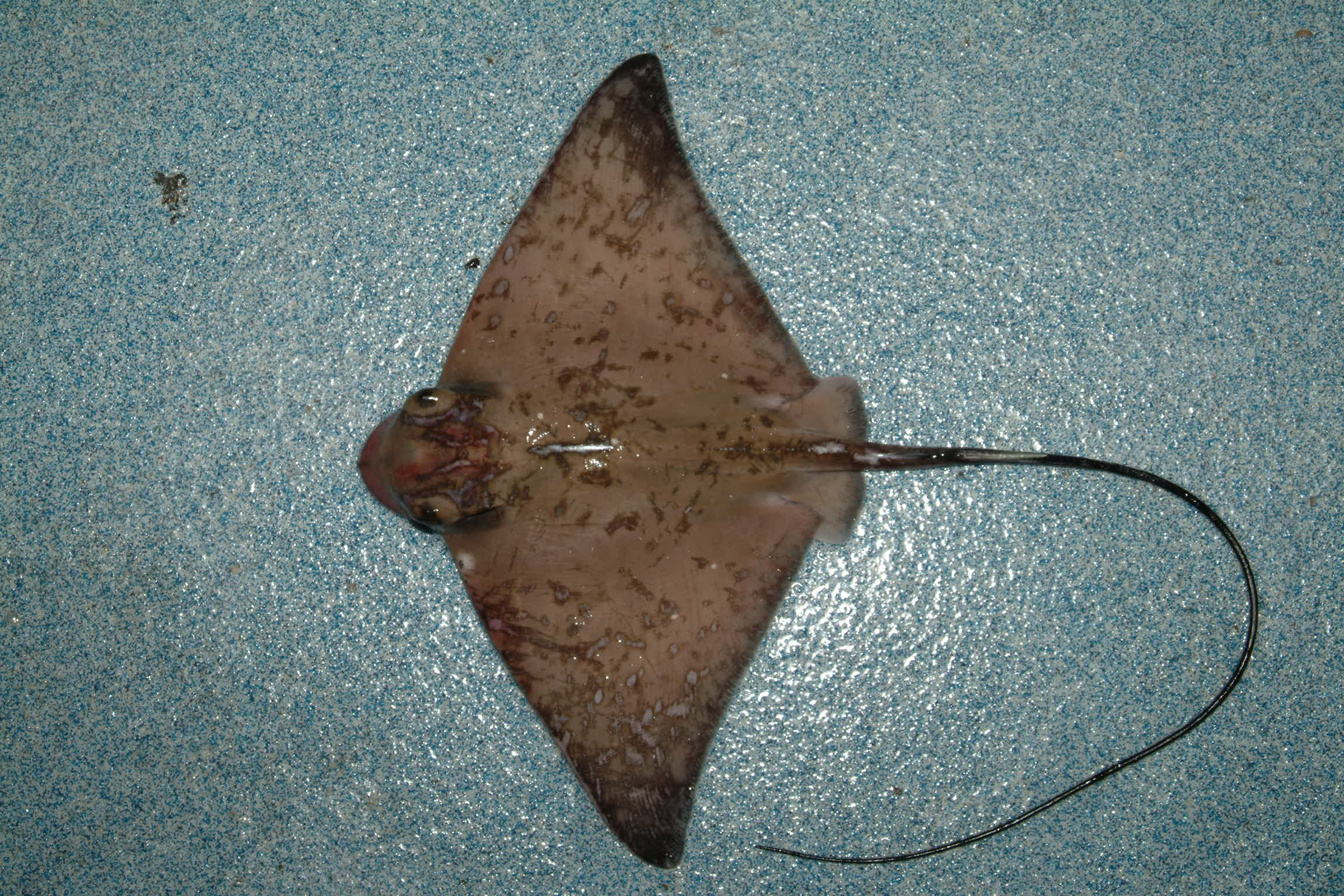
Дорсальная поверхность диска восточноамериканских скатов лишена отметин

## Ареал и места обитания
Восточноамериканские орляки обитают в западной части Атлантического океана от Кейп-Код, Массачусетс, США, до северного побережья Аргентины. Эти скаты попадаются у берегов Аргентины, Бразилии, Французской Гвианы, США (Алабама, Коннектикут, Делавэр, Флорида, Джорджия, Луизиана, Мерилэнд, Массачусетс, Миссисипи, Нью-Джерси, Северная и Южная Каролина, Техас и Виргиния), Уругвая, Венесуэлы и Боливии. Они держатся в мелких эстуариях, как правило, не глубже 10 м, хотя иногда попадаются на глубине 100 м. В северной части ареала они совершают миграции, летом уплывая на север, а зимой возвращаясь на юг. Способны преодолевать большие расстояния и выпрыгивать из воды. Держатся в толще воды.

## Описание
Грудные плавники восточноамериканских орляков, основание которых расположено позади глаз, срастаются с головой, образуя ромбовидный плоский диск, ширина которого превышает длину, края плавников имеют форму заострённых («крыльев»). Рыло притуплённое, его окружает единственная мясистая лопасть, которая почти достигает грудных плавников. Голова короткая и закруглённая. Кнутовидный хвост намного длиннее диска. Брюшные плавники широкие, задний край образует почти прямую линию. Позади глаз расположены брызгальца. На вентральной поверхности диска имеются 5 пар жаберных щелей, рот и ноздри. Между ноздрями пролегает кожный лоскут. Зубы образуют плоскую трущую поверхность. На дорсальной поверхности сразу позади небольшого спинного плавника на хвосте присутствует один или реже несколько ядовитых шипов. Окраска дорсальной поверхности диска сероватого, красновато-шоколадного или тускло-коричневого цвета. Вентральная поверхность диска белая или беловатая. Максимальная зарегистрированная ширина диска 100 см, в среднем она не превышает 70 см.

## Биология
Подобно прочим хвостоколообразным восточноамериканские орляки относятся к яйцеживородящим рыбам. Эмбрионы развиваются в утробе матери, питаясь желтком и гистотрофом. В помёте до 6 новорождённых с диском шириной около 25 см. Самцы достигают половой зрелости при ширине диска 60—70 см. Рацион в первую очередь состоит из двустворчатых моллюсков, брюхоногих и ракообразных (крабы и лобстеры).

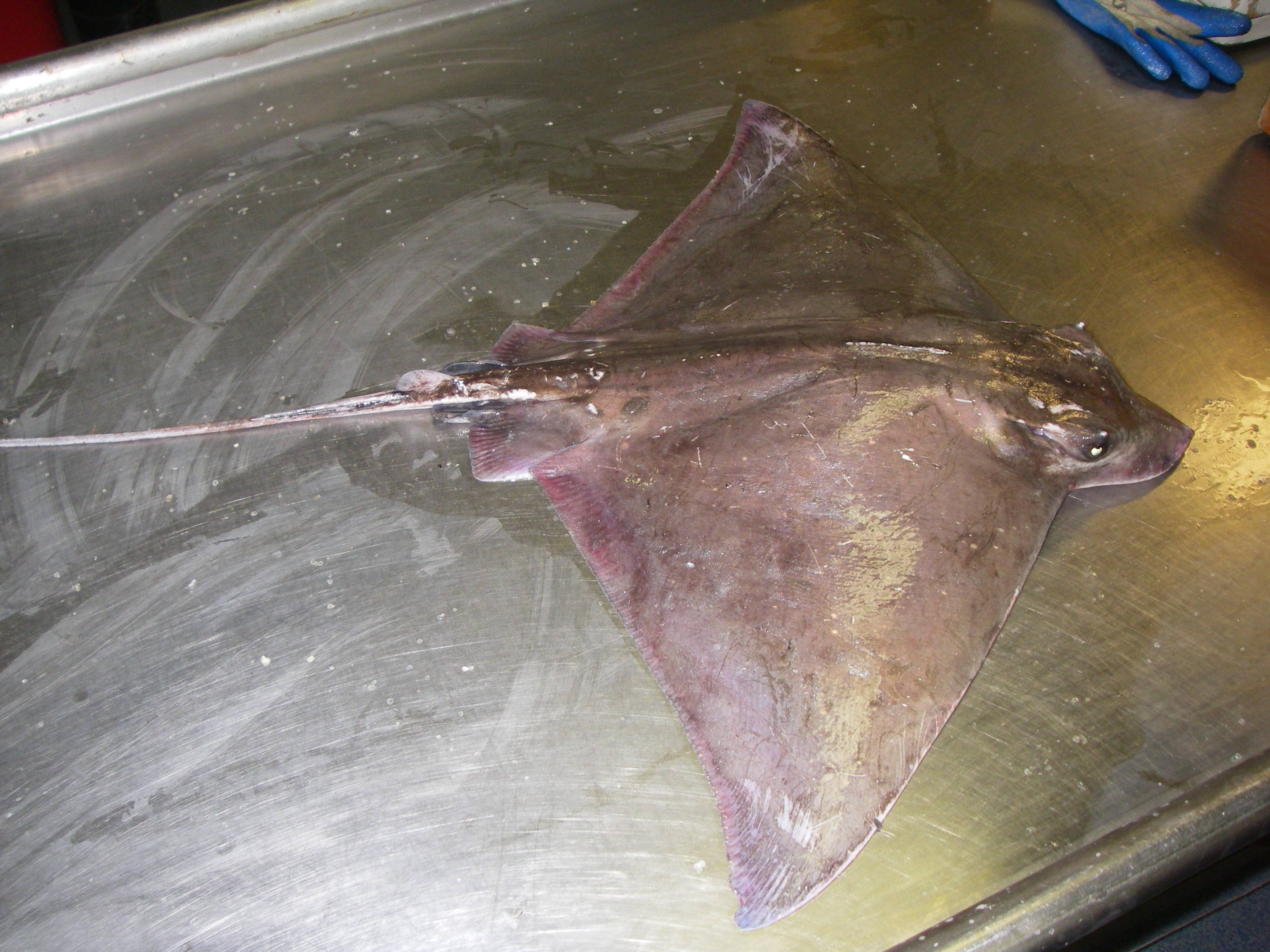

На восточноамериканских орляках паразитируют Myxosporea Kudoa sp., моногенеи Decacotyle floridana и разные виды цестод.

## Взаимодействие с человеком
Восточноамериканские орляки могут быть объектом кустарного лова с помощью ярусов и трёхстенных сетей. Они попадаются в качестве прилов при коммерческом промысле креветок. В небольшом количестве их мясо поступает на рынок в солёном виде. Данных для оценки Международным союзом охраны природы статуса сохранности вида недостаточно.